# Zoisyt
Zoisyt, zoizyt – minerał z grupy krzemianów grupowych. Należy do minerałów rzadkich, rozpowszechnionych tylko w niektórych rejonach Ziemi.
Nazwa jest uhonorowaniem Žigi Zoisa, finansującego badania minerałów.

## Właściwości
Tworzy kryształy słupkowe z wyraźnym prążkowaniem poprzecznym. Występuje w skupieniach zbitych, ziarnistych, pręcikowych. Jest polimorficzny z jednoskośnym klinozoisytem. Jest kruchy, przezroczysty, często zawiera domieszki manganu (thulit), chromu (anyolit), wanadu (tanzanit), strontu, potasu, tytanu. Po oszlifowaniu wykazuje niekiedy „efekt kociego oka”.

## Występowanie
Minerał skał metamorficznych niskich temperatur i dużych ciśnień. Spotykany w skałach wapienno–krzemianowych, gnejsach, granulitach, amfibolitach i eklogitach.
Miejsca występowania: Tanzania, Kenia, Zambia, Rosja – Ural, USA – Wyoming, Karolina Pd, Meksyk, Austria, Norwegia, Szwajcaria.
W Polsce występuje w masywie Braszowic, Jordanowie Śląskim, Nasławicach, także w amfibolitach Sobótki, w okolicach Nowej Rudy i Sokolca k. Kłodzka.

## Zastosowanie
- Ma znaczenie naukowe (wskaźnik charakteru i przeobrażeń skał),
- jest interesujący dla kolekcjonerów,
- rzadki i ceniony kamień jubilerski i ozdobny,
- służy do wyrobu drobnej galanterii ozdobnej i artystycznej, biżuterii i rzeźb.

## Galeria

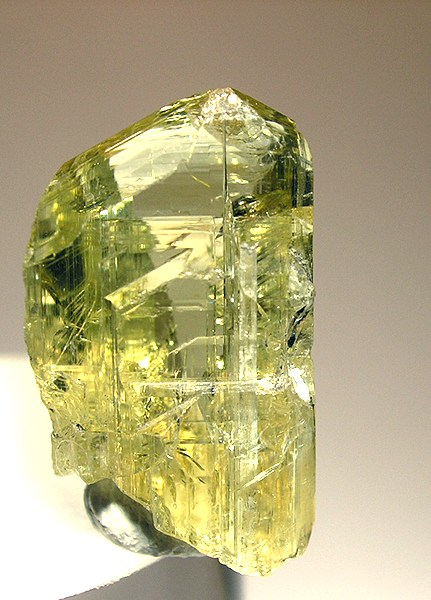
Zoisyt (1,7x1,0x0,8 cm)
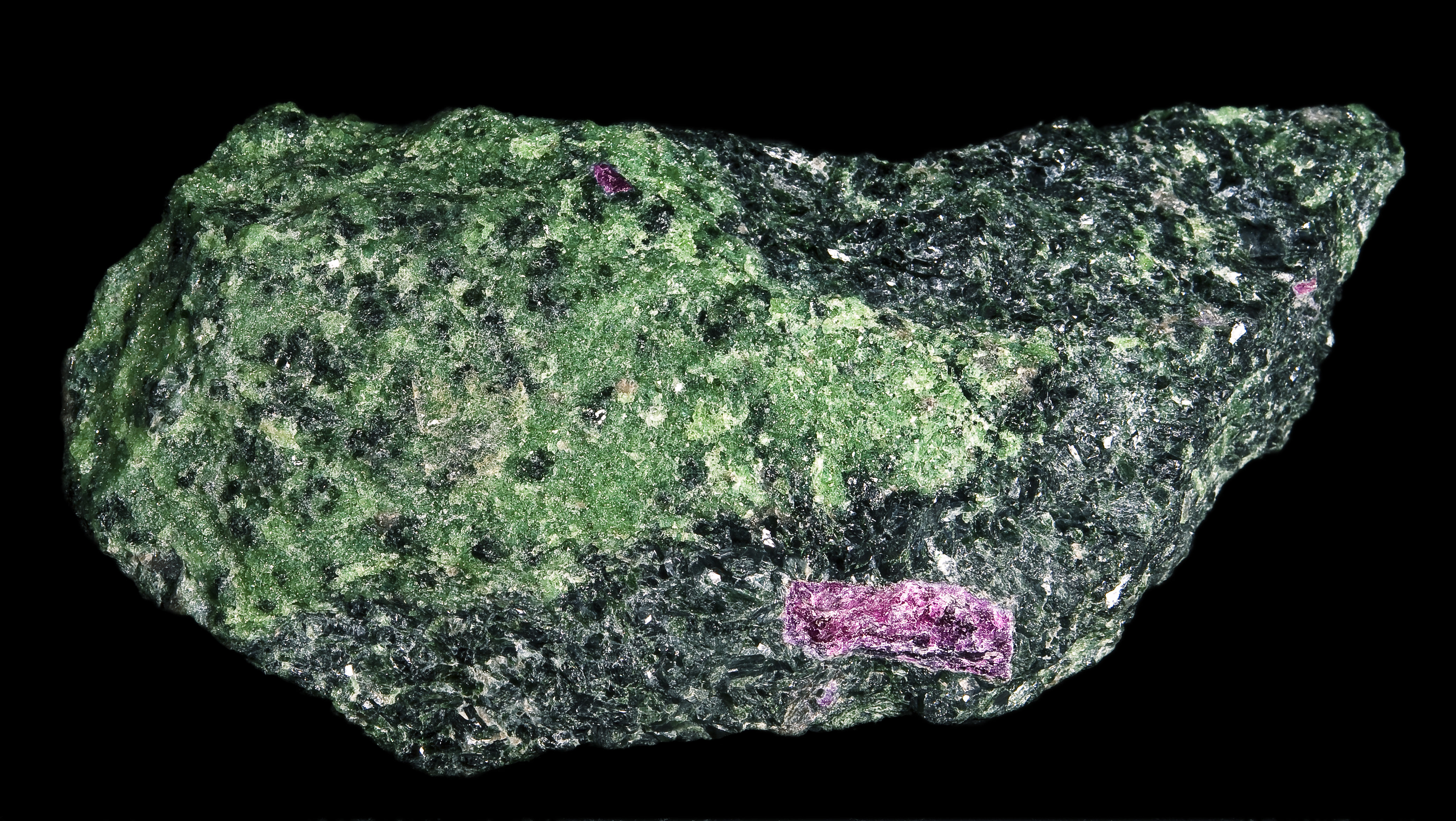
Anyolit
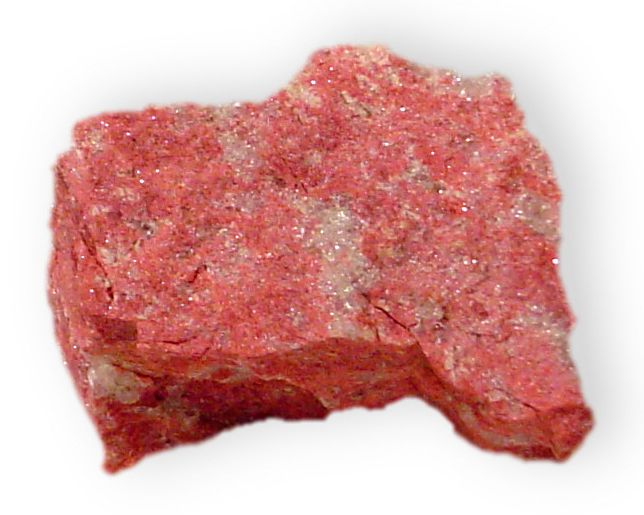
Thulit
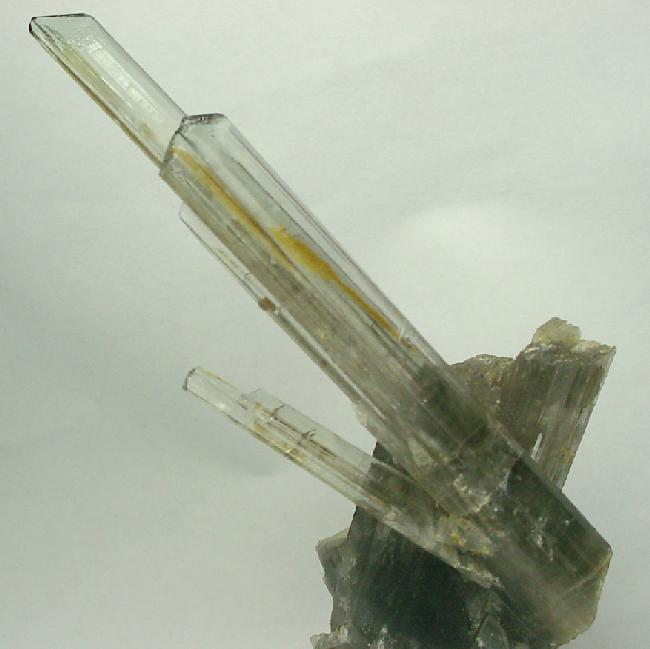
Okazały kryształ zoisytu (7,5 × 4 x 2 cm)
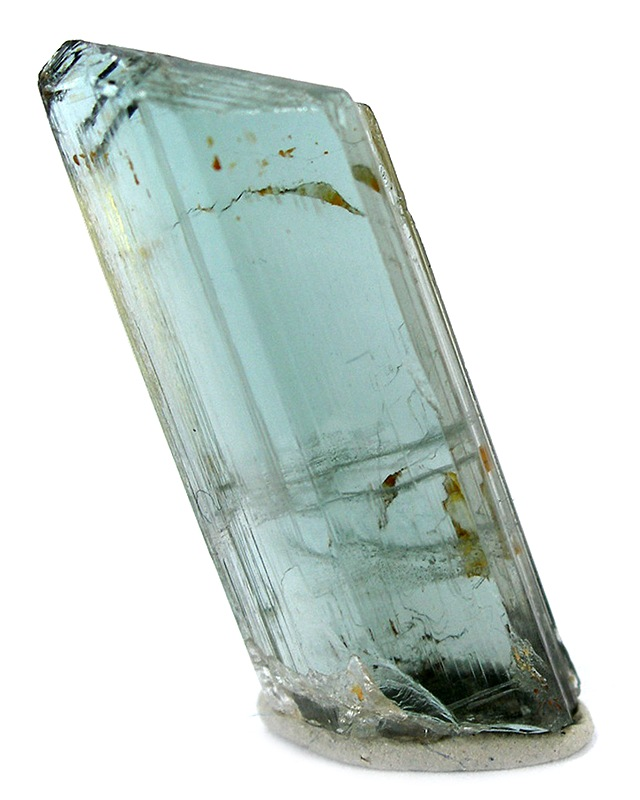
Zoisyt
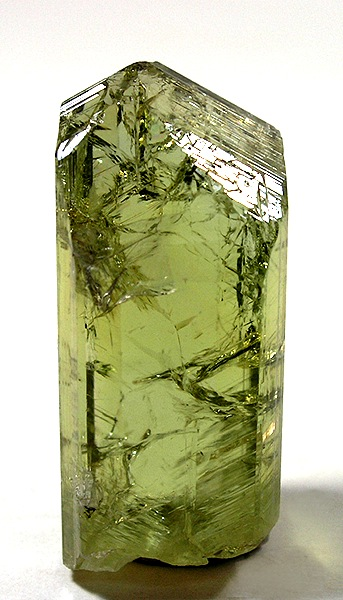
Wyraźnie zabarwiony zoisyt